# Aurore Clément
Marie-Thérèse Aurore Louise Clément, född 12 oktober 1945 i Soissons, är en fransk skådespelare.
Aurore Clément första roll var som karaktären "France" i filmen Lacombe Lucien från 1974. Hon är också känd för sin roll som karaktären "Anne" i filmen Paris, Texas, som vann Guldpalmen vid Filmfestivalen i Cannes 1984. I filmen Marie Antoinette från 2006 spelade hon rollen som hertiginnan de Char.
Förutom i filmer har Clément även medverkat i flera TV-serier och teateruppsättningar.